# حسین معدنی
حسین معدنی (زاده ۱۷ اردیبهشت ۱۳۵۰ اردبیل – درگذشت ۱۰ مرداد ۱۳۹۳ تهران) بازیکن، سرمربی و مربی سابق تیم ملی والیبال ایران بود. او در سال‌های ۱۳۶۶ تا ۱۳۷۳ عضو تیم ملی والیبال ایران بود. معدنی در ۱۰ مرداد ۱۳۹۳ بعد از یک دوره بیماری سخت و بستری شدن در بیمارستان به دلیل گرفتگی مجرای صفرا درگذشت.

## بازیکن
معدنی دو دوره حضور در رقابت‌های قهرمانی مردان آسیا در سال‌های ۱۹۹۵ و ۲۰۰۱ را در کارنامه خود دارد. یک دوره حضور در بازی‌های آسیایی ۱۹۹۴ و یک دوره حضور در رقابت‌های قهرمانی جهان ۱۹۹۸ از دیگر افتخارات حسین معدنی است. استقلال، بنیاد شهید، صدا و سیما، فتح، بانک کشاورزی، هما، دانشگاه آزاد، آیدانه چالدران، پیکان تهران از جمله باشگاه‌هایی بودند که حسین معدنی در آنها به فعالیت حرفه‌ای ورزشی خود پرداخت. وی در لیگ سال ۱۳۷۸ والیبال کشور به همراه تیم پیکان تهران به مقام قهرمانی رسید. پنج دوره حضور در جام باشگاه‌های آسیا با تیم پیکان تهران در سال‌های ۱۹۹۷ تا ۲۰۰۰ و سال ۲۰۰۲ و کسب یک طلا، دو نقره و دو برنز با این تیم از دست‌آوردهای او بود.

## سرمربی‌گری
معدنی در رده ملی سرمربی‌گری تیم‌های ملی بزرگسالان، تیم ملی ب و نوجوانان را بر عهده داشته است، او ایران را به جمع تیم‌های حاضر در مسابقه‌های قهرمانی جهان ایتالیا رساند و پس از آن دستیار خولیو ولاسکو و اسلوبودان کواچ شد. معدنی مدتی هم سرمربی تیم والیبال دانشجویان ایران و مدتی هم دستیار زوران گائیچ بود. معدنی دو بار ایران را به قهرمانی جام کنفدراسیون آسیا ۲۰۰۸ و ۲۰۱۰ رساند و در سال ۲۰۱۰ نایب قهرمانی بازی‌های آسیایی را برای ایران به دست آورد.

## باشگاهی
معدنی سرمربی گری تیم‌های باشگاهی استیل آذین، داماش گیلان، پیکان تهران و باریج اسانس کاشان را بر عهده داشت. آخرین سرمربیگری در دوران حیاتش، تیم شهرداری تبریز بود.

## درگذشت
بازیکن و کاپیتان سابق تیم ملی والیبال ایران اواخر تیرماه ۹۳ به دلیل گرفتگی مجرای صفرا دچار دل‌درد شد که بعد از مراجعه به بیمارستان، پزشکان متوجه شدند که توده‌ای راه مجرا را بسته و با قرار دادن یک لوله مجرا را باز کردند. از عوارض این عمل، التهاب پانکراس بود که حسین معدنی با این مشکل مواجه شد. این التهاب به ریه هم سرایت کرد و باعث اختلال کار ریه شد؛ به طوری که سرمربی سابق تیم ملی والیبال ایران فقط با دستگاه تنفسی قادر به تنفس بود، اما سرانجام و درحالی که پزشکان و نزدیکان او خبر از بهبودی وی می‌دادند، در سن ۴۳ سالگی درگذشت.